# Општина Тустла Гутијерез (Чијапас)
Тустла Гутијерез (шп. Tuxtla Gutiérrez) општина је у Мексику у савезној држави Чијапас. Општина се налази на надморској висини од 522 м.

## Становништво
Према подацима из 2010. у општини је живело 553374 становника.

### Хронологија
| Година       | 2000                     | 2005                     | 2010                     |
| ------------ | ------------------------ | ------------------------ | ------------------------ |
| Становништво | 434143 (208659 / 225484) | 503320 (240871 / 262449) | 553374 (263941 / 289433) |

### Попис
| \| \| м \| \| \| ж \| \| 0—2 \| 15.167 \| \| \| 14.529 \| \| 3—5 \| 15.396 \| \| \| 14.936 \| \| 6—11 \| 29.785 \| \| \| 28.751 \| \| 12—14 \| 14.778 \| \| \| 14.584 \| \| 15—17 \| 16.054 \| \| \| 15.984 \| \| 18—24 \| 37.504 \| \| \| 41.439 \| \| 60+ \| 17.730 \| \| \| 21.875 \| \| Просек : \| 28,7 \| \| \| 30,1 \| |        |  |  |        |
| |        |  |  |        |
| | м      |  |  | ж      |
| 0—2 | 15.167 |  |  | 14.529 |
| 3—5 | 15.396 |  |  | 14.936 |
| 6—11 | 29.785 |  |  | 28.751 |
| 12—14 | 14.778 |  |  | 14.584 |
| 15—17 | 16.054 |  |  | 15.984 |
| 18—24 | 37.504 |  |  | 41.439 |
| 60+ | 17.730 |  |  | 21.875 |
| Просек : | 28,7   |  |  | 30,1   |

| #   | Индикатор                                                                                        | Вредност |
| --- | ------------------------------------------------------------------------------------------------ | -------- |
| 1   | Становништво од 0 до 2 године                                                                    | 29696    |
| 2   | Мушко становништво од 0 до 2 године                                                              | 15167    |
| 3   | Женско становништво од 0 до 2 године                                                             | 14529    |
| 4   | Становништво са 3 и више година                                                                  | 517716   |
| 5   | Мушко становништво са 3 и више година                                                            | 245787   |
| 6   | Женско становништво са 3 и више година                                                           | 271929   |
| 7   | Становништво са 5 и више година                                                                  | 497155   |
| 8   | Мушко становништво са 5 и више година                                                            | 235316   |
| 9   | Женско становништво са 5 и више година                                                           | 261839   |
| 10  | Становништво са 12 и више година                                                                 | 428848   |
| 11  | Мушко становништво са 12 и више година                                                           | 200606   |
| 12  | Женско становништво са 12 и више година                                                          | 228242   |
| 13  | Становништво са 15 и више година                                                                 | 399486   |
| 14  | Мушко становништво са 15 и више година                                                           | 185828   |
| 15  | Женско становништво са 15 и више година                                                          | 213658   |
| 16  | Становништво са 18 и више година                                                                 | 367448   |
| 17  | Мушко становништво са 18 и више година                                                           | 169774   |
| 18  | Женско становништво са 18 и више година                                                          | 197674   |
| 19  | Становништво од 3 до 5 година                                                                    | 30332    |
| 20  | Мушко становништво од 3 до 5 година                                                              | 15396    |
| 21  | Женско становништво од 3 до 5 година                                                             | 14936    |
| 22  | Становништво од 6 до 11 година                                                                   | 58536    |
| 23  | Мушко становништво од 6 до 11 година                                                             | 29785    |
| 24  | Женско становништво од 6 до 11 година                                                            | 28751    |
| 25  | Становништво од 8 до 14 година                                                                   | 67971    |
| 26  | Мушко становништво од 8 до 14 година                                                             | 34448    |
| 27  | Женско становништво од 8 до 14 година                                                            | 33523    |
| 28  | Становништво од 12 до 14 година                                                                  | 29362    |
| 29  | Мушко становништво од 12 до 14 година                                                            | 14778    |
| 30  | Женско становништво од 12 до 14 година                                                           | 14584    |
| 31  | Становништво од 15 до 17 година                                                                  | 32038    |
| 32  | Мушко становништво од 15 до 17 година                                                            | 16054    |
| 33  | Женско становништво од 15 до 17 година                                                           | 15984    |
| 34  | Становништво од 18 до 24 године                                                                  | 78943    |
| 35  | Мушко становништво од 18 до 24 године                                                            | 37504    |
| 36  | Женско становништво од 18 до 24 године                                                           | 41439    |
| 37  | Женско становништво од 15 до 49 година                                                           | 168862   |
| 38  | Становништво са 60 и више година                                                                 | 39605    |
| 39  | Мушко становништво са 60 и више година                                                           | 17730    |
| 40  | Женско становништво са 60 и више година                                                          | 21875    |
| 41  | Однос између мушкараца и жена                                                                    | 91.19    |
| 42  | Становништво од нуле до 14 година                                                                | 147926   |
| 43  | Становништво од 15 до 64 године                                                                  | 373895   |
| 44  | Становништво од 65 година и више                                                                 | 25591    |
| 45  | Просечан број деце                                                                               | 1.88     |
| 46  | Становништво рођено у ентитету                                                                   | 505726   |
| 47  | Мушко становништво рођено у ентитету                                                             | 239934   |
| 48  | Женско становништво рођено у ентитету                                                            | 265792   |
| 49  | Становништво рођено у другом ентитету                                                            | 39491    |
| 50  | Мушко становништво рођено у другом ентитету                                                      | 19948    |
| 51  | Женско становништво рођено у другом ентитету                                                     | 19543    |
| 52  | Становништво од 5 година и више резидентно у ентитету у јуну 2005. године                        | 482487   |
| 53  | Мушко становништво старосног доба од 5 година и више, резидентно у ентитету у јуну 2005. године  | 227795   |
| 54  | Женско становништво старосног доба од 5 и више година, резидентно у ентитету у јуну 2005. године | 254692   |
| 55  | Становништво од 5 година и више које је живело у другом ентитету у јуну 2005. године             | 11816    |
| 56  | Мушко становништво старије од 5 година које је живело у другом ентитету у јуну 2005. године      | 5974     |
| 57  | Женско становништво старије од 5 година које је живело у другом ентитету у јуну 2005. године     | 5842     |
| 58  | Становништво од 3 године и више које говори аутохтони језик                                      | 11252    |
| 59  | Мушко становништво старо 3 године и више које говори аутохтони језик                             | 5389     |
| 60  | Женско становништво старо 3 године и више које говори аутохтони језик                            | 5863     |
| 61  | Становништво од 3 године и више које говори аутохтони језик и не говори шпански језик            | 162      |
| 62  | Мушко становништво старо 3 године и више које говори аутохтони језик и не говори шпански         | 57       |
| 63  | Женско становништво старо 3 године и више које говори аутохтони језик и не говори шпански језик  | 105      |
| 64  | Становништво старо 3 године и више које говори аутохтони језик и шпански                         | 10172    |
| 65  | Мушко становништво старо 3 године и више које говори аутохтони језик и шпански                   | 4923     |
| 66  | Женско становништво старо 3 године и више које говори аутохтони језик и шпански                  | 5249     |
| 67  | Становништво од 5 година и више које говори аутохтони језик                                      | 11074    |
| 68  | Становништво од 5 година и више које говори аутохтони језик и не говори шпански језик            | 123      |
| 69  | Становништво од 5 година и више које говори аутохтони језик и говори шпански језик               | 10064    |
| 70  | Становништво у домородачким домаћинствима                                                        | 22358    |
| 71  | Становништво са ограничењима у активностима                                                      | 15347    |
| 72  | Становништво са ограниченим ходањем или кретањем, горе или доле                                  | 8202     |
| 73  | Становници са ограничењима вида, чак и уз кориштење сочива                                       | 4320     |
| 74  | Становништво са ограничењима говора, комуникације или конверзације                               | 1442     |
| 75  | Становништво са ограниченим слухом                                                               | 1309     |
| 76  | Становништво са ограничењима при одевању, купању или јелу                                        | 694      |
| 77  | Становништво са ограничењима у опажању или учењу једноставних ствари                             | 591      |
| 78  | Становништво са менталним ограничењима                                                           | 1603     |
| 79  | Становништво без ограничења активности                                                           | 529750   |
| 80  | Становништво од 3 до 5 година које не похађа школу                                               | 11859    |
| 81  | Мушко становништво од 3 до 5 година које не похађа школу                                         | 6092     |
| 82  | Женско становништво од 3 до 5 година које не похађа школу                                        | 5767     |
| 83  | Становништво од 6 до 11 година које не похађа школу                                              | 2348     |
| 84  | Мушко становништво од 6 до 11 година које не похађа школу                                        | 1210     |
| 85  | Женско становништво од 6 до 11 година које не похађа школу                                       | 1138     |
| 86  | Становништво од 12 до 14 година које не похађа школу                                             | 1988     |
| 87  | Мушко становништво од 12 до 14 година које не похађа школу                                       | 1025     |
| 88  | Женско становништво од 12 до 14 година које не похађа школу                                      | 963      |
| 89  | Становништво од 15 до 17 година похађа школу                                                     | 25028    |
| 90  | Мушко становништво од 15 до 17 година похађа школу                                               | 12605    |
| 91  | Женско становништво између 15 и 17 година живота у школи                                         | 12423    |
| 92  | Становништво од 18 до 24 године похађа школу                                                     | 32641    |
| 93  | Мушко становништво од 18 до 24 године похађа школу                                               | 16202    |
| 94  | Женско становништво од 18 до 24 године похађа школу                                              | 16439    |
| 95  | Становништво од 8 до 14 година које не може да чита и пише                                       | 2300     |
| 96  | Мушко становништво старосног доба од 8 до 14 година које не може да чита и пише                  | 1235     |
| 97  | Женско становништво старосног доби од 8 до 14 година које не може да чита и пише                 | 1065     |
| 98  | Становништво од 15 година и више које је неписмено                                               | 21710    |
| 99  | Мушко становништво од 15 година и више које је неписмено                                         | 6844     |
| 100 | Женско становништво од 15 година и више које је неписмено                                        | 14866    |
| 101 | Становништво старо 15 и више година без школовања                                                | 23976    |
| 102 | Мушко становништво старо 15 и више година без школовања                                          | 8217     |
| 103 | Женско становништво старо 15 и више година без школовања                                         | 15759    |
| 104 | Становништво старосног доба 15 и више година са непотпуним основним образовањем                  | 37344    |
| 105 | Мушко становништво старосног доба од 15 година и више са непотпуном основним образовањем         | 14908    |
| 106 | Женско становништво старосног доба 15 и више година са непотпуном основним образовањем           | 22436    |
| 107 | Становништво старо 15 и више година са комплетним основним образовањем                           | 49808    |
| 108 | Мушко становништво старо 15 година и више са комплетним основним образовањем                     | 20871    |
| 109 | Женско становништво старо 15 и више година са комплетним основним образовањем                    | 28937    |
| 110 | Становништво старосног доба 15 и више година са непотпуним средњим образовањем                   | 16619    |
| 111 | Мушко становништво старосног доба од 15 година и више са непотпуним средњим образовањем          | 8515     |
| 112 | Женско становништво старосног доба од 15 година и више са непотпуним средњим образовањем         | 8104     |
| 113 | Становништво старо 15 и више година са пуним секундарном образовањем                             | 69046    |
| 114 | Мушко становништво старосног доба од 15 година и више са пуним секундарном образовањем           | 32167    |
| 115 | Женско становништво старосног доба од 15 година и више са пуним секундарном образовањем          | 36879    |
| 116 | Становништво старије од 18 година са постосновним образовањем                                    | 187694   |
| 117 | Мушко становништво старије од 18 година са постосновним образовањем                              | 94416    |
| 118 | Женско становништво старије од 18 година са постосновним образовањем                             | 93278    |
| 119 | Просечна оцена школовања                                                                         | 10.03    |
| 120 | Просечан ниво образовања мушке популације                                                        | 10.54    |
| 121 | Просечан ниво образовања женског становништва                                                    | 9.59     |
| 122 | Економски активно становништво                                                                   | 244282   |
| 123 | Економски активна мушка популација                                                               | 148697   |
| 124 | Економски активна женска популација                                                              | 95585    |
| 125 | Становништво које није економски активно                                                         | 183084   |
| 126 | Мушко становништво које није економски активно                                                   | 51068    |
| 127 | Женско становништво које није економски активно                                                  | 132016   |
| 128 | Запослено становништво                                                                           | 237081   |
| 129 | Запослено мушко становништво                                                                     | 143558   |
| 130 | Запослено женско становништво                                                                    | 93523    |
| 131 | Незапослена популација                                                                           | 7201     |
| 132 | Незапослена мушка популација                                                                     | 5139     |
| 133 | Незапослена женска популација                                                                    | 2062     |
| 134 | Становништво без права на здравствене услуге                                                     | 219182   |
| 135 | Становништво које има право на здравствене услуге                                                | 327363   |
| 136 | Становништво које има право на ИМСС                                                              | 157941   |
| 137 | Становништво које има право на социјално осигурање                                               | 51808    |
| 138 | Становништво које има право на државно социјално осигурање                                       | 16654    |
| 139 | Становништво које има право на опште осигурање или здравствено осигурање за нову генерацију      | 76860    |
| 140 | Становништво које је било једном или није било у браку током 12 година и више                    | 154636   |
| 141 | Венчано или уједињено становништво од 12 година и више                                           | 227070   |
| 142 | Становништво које је било у браку или уједињено 12 година и више                                 | 46659    |
| 143 | Становништво са католичком религијом                                                             | 394551   |
| 144 | Протестанти, еванђелисти и библијски следбеници различити од еванђелиста                         | 101170   |
| 145 | Становништво са другим религијама различитим од претходних                                       | 375      |
| 146 | Становништво без религије                                                                        | 49419    |
| 147 | Укупно пописаних домаћинства                                                                     | 141903   |
| 148 | Пописна домаћинства на челу са мушкарцима                                                        | 101155   |
| 149 | Пописна домаћинства на челу са женама                                                            | 40748    |
| 150 | Становништво у пописним домаћинствима                                                            | 546764   |
| 151 | Становништво у пописним домаћинствима на челу са мушкарцима                                      | 408305   |
| 152 | Становништво у пописним домаћинствима на челу са женама                                          | 138459   |
| 153 | Укупно домаћинстава                                                                              | 169710   |
| 154 | Укупно насељених домаћинстава                                                                    | 143886   |
| 155 | Укупно приватних кућа                                                                            | 167727   |
| 156 | Насељени приватни домови                                                                         | 141903   |
| 157 | Укупно насељених приватних кућа                                                                  | 143852   |
| 158 | Ненасељене приватне куће                                                                         | 17090    |
| 159 | Појединачна домаћинства за привремену употребу                                                   | 8734     |
| 160 | Становници у насељеним приватним кућама                                                          | 546764   |
| 161 | Насељеност станара у приватним становима                                                         | 3.85     |
| 162 | Просечно становника по соби у приватним насељеним домаћинствима                                  | 1.07     |
| 163 | Појединачна домаћинства са подовима од различитих материјала од земље                            | 134214   |
| 164 | Појединачна домаћинства у приземљу                                                               | 6927     |
| 165 | Појединачна домаћинства са једном спаваћом собом                                                 | 52307    |
| 166 | Појединачна домаћинства са две спаваће собе и више                                               | 89056    |
| 167 | Појединачна домаћинства са једним собом                                                          | 18789    |
| 168 | Појединачна домаћинства са две собе                                                              | 21271    |
| 169 | Појединачна домаћинства са 3 собе и више                                                         | 101175   |
| 170 | Појединачна домаћинства која имају електрично светло                                             | 140984   |
| 171 | Појединачна домаћинства која немају електрично светло                                            | 532      |
| 172 | Појединачна домаћинства која имају водоводну воду у стамбеном простору                           | 118110   |
| 173 | Појединачна домаћинства која немају водоводну воду у стамбеном простору                          | 23209    |
| 174 | Појединачна домаћинства која имају тоалет                                                        | 140687   |
| 175 | Појединачна домаћинства која имају канализацију                                                  | 140319   |
| 176 | Појединачна домаћинства која немају канализацију                                                 | 941      |
| 177 | Појединачна домаћинства која имају електрично светло, довод воде из јавне мреже и канализацију   | 117618   |
| 178 | Појединачна домаћинства без икаквих услова                                                       | 1070     |
| 179 | Појединачна домаћинства која имају радио                                                         | 112344   |
| 180 | Појединачна домаћинства која имају телевизор                                                     | 136652   |
| 181 | Појединачна домаћинства која имају фрижидер                                                      | 127089   |
| 182 | Појединачна домаћинства која имају машину за веш                                                 | 95280    |
| 183 | Појединачна домаћинства која имају аутомобил или комби                                           | 55264    |
| 184 | Појединачна домаћинства која имају рачунар                                                       | 53595    |
| 185 | Појединачна домаћинства која имају фиксну телефонску линију                                      | 59687    |
| 186 | Појединачна домаћинства која имају мобилни телефон                                               | 118122   |
| 187 | Појединачна домаћинства која имају приступ интернету                                             | 37263    |